# Lecanoderus incisus
Lecanoderus incisus är en skalbaggsart som beskrevs av Louis Albert Péringuey 1888. Lecanoderus incisus ingår i släktet Lecanoderus och familjen Cetoniidae. Inga underarter finns listade i Catalogue of Life.